# R. Kelly
R. Kelly, pseudonimo di Robert Sylvester Kelly (Chicago, 8 gennaio 1967), è un cantautore, produttore discografico e criminale statunitense, interprete di musica R&B. Celebre per brani come Bump n' Grind (1994), I Believe I Can Fly (1996), Ignition (2003) e I'm a Flirt (Remix) (2007), è considerato uno dei maggiori esponenti della storia dell'R&B.
Ha pubblicato 12 album in studio (dei quali è stato anche produttore), collaborando con artisti di livello, quali Céline Dion, Aaliyah, Michael Jackson, Chris Brown e Lady Gaga.
Kelly ha venduto oltre 75 milioni di dischi in tutto il mondo, diventando così l'artista di R&B maschile di maggior successo degli anni novanta e uno degli artisti musicali più venduti al mondo. È il 55º artista musicale più venduto negli Stati Uniti, con oltre 32 milioni di album venduti. Kelly è stato nominato da Billboard come il migliore artista R&B/Hip Hop tra il 1985-2010 e l'artista R&B di maggior successo nella storia. Ha vinto numerosi premi tra cui Grammy Awards, American Music Award, BET Awards, Billboard Music Award, NAACP Image Awards e Soul Train Music Awards.
Dagli anni novanta, Kelly è stato oggetto di numerose accuse di abuso sessuale, spesso con ragazze minorenni, tutte accuse da lui negate. Nel 2002 è stato incriminato per 13 accuse di pedopornografia, ma nel 2008 è stato assolto da tutte le accuse. Nel gennaio 2019 una docuserie di Lifetime intitolata Surviving R. Kelly ha dettagliato accuse di abusi sessuali da più donne. Di fronte alla pressione del pubblico che utilizza l'hashtag MuteRKelly, la RCA Records ha licenziato Kelly.
Il 22 febbraio 2019 Kelly è stato incriminato per 10 accuse di abuso sessuale aggravate. L'11 luglio 2019 Kelly è stato arrestato con accuse federali relative a crimini sessuali e ostruzione alla giustizia. Kelly affronta un totale di 18 reati federali, tra cui pedopornografia, estorsione e sequestro di persona, a partire dal 12 luglio 2019, per i quali è stato ritenuto colpevole con una sentenza del 27 settembre 2021.

## Biografia

### Dal college al 1995
Robert Sylvester Kelly è nato l'8 gennaio 1967, al Chicago Lying-in Hospital di Hyde Park, Chicago. È il terzo di quattro figli con una sorella maggiore e un fratello minore. Inizia la sua carriera musicale esibendosi al college, dove viene a contatto con la musica black. Subito dopo fonda il gruppo dei Public Announcement e ottiene un contratto con la Jive Records. Il suo primo album, accompagnato dai Public Announcement, è Born into the 90's, il cui intento è quello di mischiare la passionalità e le tematiche del soul di artisti come Barry White o Marvin Gaye all'immediatezza dell'hip hop. L'album esce nel 1992 ed ottiene un riscontro positivo.
Nel 1993, senza l'apporto dei Public Announcement, viene pubblicato un altro album, 12 Play, da cui vengono estratti diversi singoli di enorme successo come Sex Me, Bump & Grind e Your Body's Callin. Dopo aver girato gli USA in tour, nel 1995 il cantante pubblica il suo terzo lavoro che porta il suo nome: R. Kelly, che riprende le tematiche dell'album precedente, ma con una vena più spirituale in brani come Trade in My Life e Religious Love. I singoli estratti sono: Step in My Room e Thank God It's Friday, e l'album conferma la popolarità di R. Kelly.
Grazie all'enorme popolarità ottenuta, il cantante ha la possibilità di collaborare con grandi artisti come Michael Jackson (il cui album HIStory, del 1995, presenta il brano You Are Not Alone, scritto appunto da Kelly), Céline Dion, Aaliyah, Isley Brothers, Nas, Notorious B.I.G., Jay-Z, Babyface, Keith Murray, Mariah Carey, Chante Moore, Puff Daddy e molti altri. Nel 1995 il cantante sposa Aaliyah, quando questa ha appena 15 anni creando molto scalpore. In breve tempo il matrimonio verrà annullato.

### Dal 1996 al 2002
Nel 1996 R. Kelly incide I Believe I Can Fly per la colonna sonora del film d'animazione Space Jam. Il brano diventerà uno dei suoi maggiori successi e vincerà ben 3 Grammy. Nel 1997 pubblica il brano Gotham City per la colonna sonora del film Batman & Robin.
Nel 1998 esce nei negozi il doppio album R., a cui collaborano Céline Dion, Jay-Z, Nas, Isley Brothers e molti altri, ed anche questa volta il riscontro del pubblico è favorevole. Nel 2000 collabora alla colonna sonora del remake del film Shaft, incidendo il brano Bad Man. Successivamente esce il suo nuovo album TP-2.com, che segna il ritorno di R. Kelly a sonorità e tematiche più sensuali e vicine a quelle che lo avevano contraddistinto ad inizio carriera. Il disco ottiene un buon successo come i lavori precedenti, mentre il successivo The Best of Both Worlds (nato dopo un tour in collaborazione con Jay-Z) registra una caduta di vendite e di stile nella carriera di R. Kelly.
Nel 2001, viene pubblicato l'ultimo album in studio non postumo di Michael Jackson, Invincible, nel quale è contenuto il brano Cry, scritto e composto da R. Kelly. Nel 2003, in seguito a problemi legati alla pirateria on-line, l'album successivo Loveland viene ritirato dalla casa discografica, e solo successivamente, in Chocolate Factory, saranno contenuti alcuni pezzi rielaborati da Loveland.

### Dal 2003 ad oggi
Nel 2002 viene rinvenuto del materiale pedo-pornografico fra gli effetti di R. Kelly, compreso un video in cui il protagonista copula ed espleta una sessione di pissing con una ragazza apparentemente minorenne (dato poi confermato dagli inquirenti, che dichiareranno che la ragazza all'epoca del video aveva tredici anni). Contemporaneamente la sua ex-moglie Andrea Lee Kelly ottiene un ordine restrittivo nei confronti del marito per essere stata fisicamente e verbalmente aggredita dall'uomo. Solo nel 2008 arriva la sentenza: R. Kelly viene giudicato non colpevole per insufficienza di prove. Nel frattempo i dischi successivi Chocolate Factory del 2003 e Happy People/U Saved Me del 2004, ottengono, nonostante il bombardamento mediatico della causa Kelly, buoni riscontri di mercato, soprattutto il primo che si mantiene su sonorità ammiccanti all'hip-hop. Il secondo invece si avvicina ai grandi padri fondatori della musica nera, con un radicale cambiamento nel soul e nel gospel, e nonostante dei buoni risultati di vendita, delude le aspettative dell'artista e della sua casa discografica.
Nel 2004 viene pubblicato Unfinished Business, ancora in collaborazione con Jay-Z. Nel 2005 R. Kelly accusa il collega di avergli fatto subire un pestaggio da parte delle sue guardie del corpo. Alla fine dello stesso anno, esce TP.3 Reloaded, che segna un ritorno (anche nel titolo) a 12 Play, suo induscusso primo capolavoro. Segue una raccolta di remix, Remix City, Volume 1. Il 28 maggio 2007 viene pubblicato il suo ultimo lavoro Double Up, in cui figura una collaborazione con il collega Usher.
Nel 2009 pubblica I Believe, singolo dedicato al Presidente degli Stati Uniti d'America appena eletto, Barack Obama. Nel 2013 collabora con Justin Bieber, nel suo album Journals, con il singolo PYD. R. Kelly è stato anche inserito nell'album della colonna sonora del film The Best Man Holiday con la sua canzone Christmas, I'll Be Steppin. In un'intervista con Global Grind il 15 novembre, R. Kelly dichiarò di avere una canzone che avrebbe prestato servizio a Céline Dion e che potrebbe essere la loro prima canzone insieme dopo il singolo numero uno I'm Your Angel nel 1998. Ha lavorando con la cantante Mariah Carey per il suo album Me. I Am Mariah... The Elusive Chanteuse.
Kelly ha recitato in alcuni remix come Gorilla (G-Mix) con Bruno Mars e Pharrell, UOENO di Rocko, Trying to Be Cool con Phoenix, Clean this House del cantante gospel Isaac Carree, Dirty Laundry di Kelly Rowland e "Representin" di Ludacris. Alla fine del 2013, R. Kelly ha annunciato con Rap-Up TV che stava programmando di pubblicare il sequel dell'album Black Panties per l'estate 2014, White Panties. Ha anche aggiunto che sta finendo un album di Natale per la fine del 2014 intitolato The 12 Nights Of Christmas. R. Kelly sta anche pianificando un tour con la cantante R&B Mary J. Blige chiamato "The King & Queen Tour" prima di fare il Black Panties Tour in seguito. Sta anche andando a filmare e pubblicare un altro capitolo della sua famigerata Hip Hopera, Trapped in the Closet . Sempre nel 2013 collabora con Lady Gaga nel singolo Do What U Want, eseguendo più di un'esibizione insieme a lei.
R. Kelly ha anche registrato diverse canzoni con Céline Dion, Mariah Carey, Mary J. Blige, Jennifer Hudson sul brano intitolato "It's Your World", e il rapper Scarface come interprete in primo piano sulle tracce di ciascuno dei loro album. Ha solo confermato una collaborazione per il suo prossimo sequel di Black Panties, con il cantante pop Justin Bieber. Allontanandosi dalla sua musica, R. Kelly ha in programma di fare il suo debutto come regista e produttore nel 2014 o 2015 e ha in programma di portare il suo musical Trapped in the Closet a Broadway.
Nel luglio 2014 Kelly annunciò al Chosen Few DJs Picnic nella città natale, Chicago che stava lavorando ad un album di musica house. "Voglio che conosciate un segreto", ha detto R. Kelly. "Sto lavorando ad un album house in questo momento, e voglio che lo sappiate tutti, sta arrivando. E lo sapete tutti, amo la musica e sento di poter fare qualsiasi cosa quando si tratta di musica perché sono musica...proprio come tutti voi." Ciononostante, l'artista è ospite dell'album X di Chris Brown, interpretando insieme a lui un brano completamente R&B: Drown In It.
Il 14 luglio 2015 R. Kelly ha annunciato che The Buffet uscirà il 25 settembre 2015. Tuttavia, è stato successivamente rimandato all'11 dicembre 2015. Il primo singolo dell'album "Backyard Party" è stato pubblicato il 21 agosto 2015. L'album è il secondo singolo "Switch Up" è stato pubblicato il 5 novembre 2015. Originariamente previsto per la fine del 2014, Kelly ha presentato il suo primo album di Natale e il quattordicesimo album in studio, The 12 Nights Of Christmas, il 21 ottobre 2016. Successivamente, l'artista ha pubblicato un remix ufficiale di Let Me Love You di DJ Snake, originariamente cantata da Justin Bieber e pubblicato sporadiche canzoni, tra cui una seconda collaborazione con Chris Brown.
A partire dal 2018, comunque, molteplici accuse e denunce relative a reati sessuali colpiscono R. Kelly: questo genera un forte boicottaggio mediatico nei suoi confronti, spingendo molte radio a non trasmettere più la sua musica, vari suoi ex collaboratori come Ne-Yo a scagliarsi contro di lui e soprattutto molti colleghi come Lady Gaga, Céline Dion e Ciara a rimuovere dalle piattaforme online le loro collaborazioni con l'artista. Nel 2019 la RCA ha licenziato R. Kelly, presumibilmente per via di questo fenomeno: da allora la sua carriera musicale è stata messa in pausa. Il 29 giugno 2022 viene stabilita la sua pena di 30 anni di carcere per via di abusi sessuali su minori.

## Abilità artistica

### Stile musicale e influenze
La musica di Kelly ha messo radici nell'R&B, hip hop e soul. Uno dei primi ricordi musicali di Kelly è l'ascolto di sua madre, Joanne Kelly, che canta. Lui e sua madre suonavano i dischi di Donny Hathaway e Marvin Gaye che sono diventati fonte d'ispirazione per il giovane Robert. Mentre Kelly ha creato una miscela fluida e professionale di ritmi hip-hop, cantanti soul e funk, dall'inizio della sua carriera l'elemento più distintivo della sua musica è la sua esplicita sensualità. "Sex Me", "Bump n 'Grind", "Your Body's Callin" e "Feelin 'on Yo Booty" sono considerati esempi, in quanto le loro produzioni sono state abbastanza seducenti da vendere tali accidenti palesi. L'appello crossover di Kelly è stato sostenuto anche dal suo sviluppo di un talento per la ballata pop.

### Stile vocale e temi lirici
La voce di Kelly si sposta facilmente dal baritono in forte espansione al seducente contralto. L'amore e il sesso sono gli argomenti della maggior parte dei contenuti lirici di Kelly, sebbene abbia scritto su un'ampia varietà di temi come l'ispirazione e la spiritualità. Kelly ha affermato di scrivere dalle sue esperienze quotidiane e di essere estremamente versatile circa le tematiche a cui si dedica musicalmente.

## Questioni legali e controversie

### Matrimonio illegale
Secondo Vibe e il Chicago Sun-Times, il 27enne Kelly e la quindicenne Aaliyah si erano sposati illegalmente in una cerimonia segreta il 31 agosto 1994, nella Contea di Cook. All'incontro con Kelly e prima delle nozze, Aaliyah ha ammesso di aver erroneamente dichiarato di avere 18 anni. In un'intervista del 2008, il tour manager di Kelly, Demetrius Smith, dichiarò di aver facilitato il matrimonio ottenendo un'identificazione falsa per Aaliyah che l'ha presentata come 18enne. Kelly è stato presentato ad Aaliyah da suo zio, Barry Hankerson, tre anni prima, quando aveva 12 anni. Nel 2019 è emerso un video contemporaneo che mostra R. Kelly che afferma che Aaliyah aveva 14 anni meno di un anno prima che il matrimonio avesse luogo.
Il matrimonio fu annullato nel febbraio 1995 per volere della famiglia di Aaliyah da un giudice del Michigan. Kelly e Aaliyah, tuttavia, negarono entrambi che si fosse verificato il matrimonio e persino negarono che la loro relazione fosse mai andata oltre l'amicizia. Nonostante le smentite del matrimonio, nel maggio 1997 Aaliyah ha intentato una causa nella Contea di Cook per far espellere i suoi precedenti documenti di matrimonio, sostenendo di essere minorenne al momento del matrimonio e di aver mentito firmando il certificato di matrimonio come diciottenne, e che non poteva legalmente entrare in matrimonio senza il consenso dei genitori. La richiesta di espulsione era nel mezzo di una causa intentata da Tiffany Hawkins, che stava cercando di usare i documenti del matrimonio nel suo caso contro Kelly. Hawkins ha successivamente accettato un accordo di $250.000 da Kelly, soggetto a un accordo di riservatezza, nel 1998.

### Accuse di pedopornografia e abusi

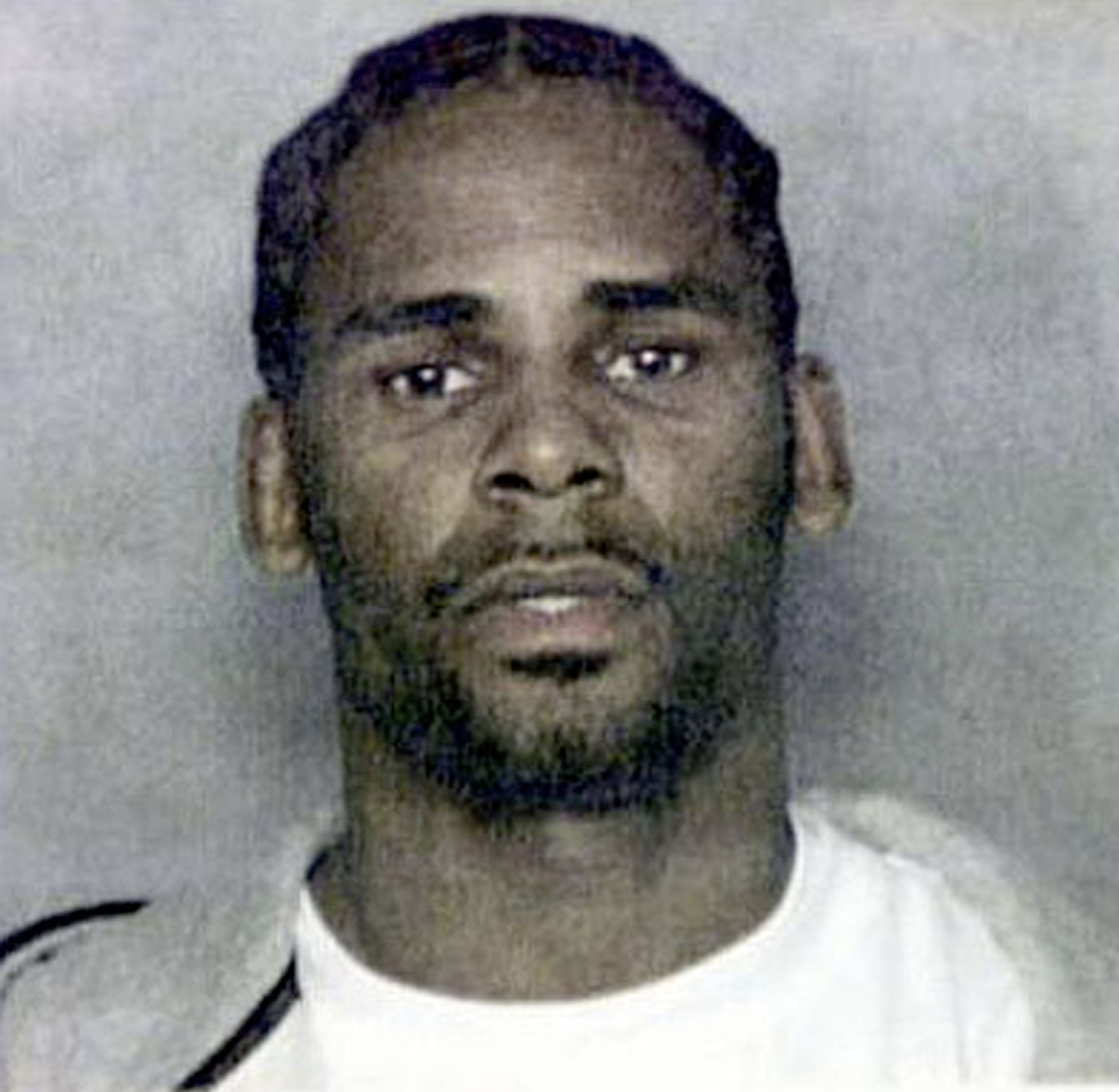
R. Kelly in una foto segnaletica fatta dalla polizia dopo l'arresto.

R. Kelly è stato accusato di pedopornografia, ma nessuna di queste accuse ha portato a delle condanne.
Il 3 febbraio 2002 è emerso un video che mostra presumibilmente Kelly impegnato a copulare e urinare con una ragazza minorenne. La storia, che è stata pubblicata da una fonte sconosciuta, è stata inviata al Chicago Sun-Times, il giornale che l'ha interrotta l'8 febbraio 2002; questa notizia è emersa mentre Kelly doveva esibirsi alla cerimonia di apertura delle Olimpiadi invernali dello stesso anno. Kelly ha dichiarato nelle interviste che non era l'uomo nel video. Nel giugno 2002, Kelly è stato incriminato a Chicago per 21 accuse di pedopornografia. Quello stesso mese, Kelly fu arrestato dal dipartimento di polizia di Miami su un mandato di arresto di Chicago. La presunta vittima si è rifiutata di testimoniare al processo, e una giuria di Chicago ha ritenuto Kelly non colpevole di 14 su 14 accuse di pedopornografia nel giugno 2008. I ministeri hanno specificato la stessa presunta vittima con nuove accuse archiviato nel 2019.
Mentre studiava le fotografie riportate sul Chicago Sun-Times, l'ufficio dello sceriffo della contea di Polk condusse una ricerca nella residenza di Kelly a Davenport, in Florida. Durante la ricerca, gli agenti hanno recuperato 12 immagini di una presunta minorenne su una macchina fotografica digitale, che presumibilmente rappresentava Kelly "coinvolto in una rapporto sessuale con la minorenne". Secondo il Chicago Sun-Times, la ragazza nelle immagini ottenute dalla casa di Kelly in Florida appare anche nella videocassetta che ha incriminato Kelly a Chicago. Kelly è stato arrestato nel gennaio 2003 per possesso di immagini e video pedopornografici. Nel marzo 2004 queste accuse sono state ritirate a causa della mancanza di una probabile causa per i mandati di ricerca.

### Presunto culto sessuale
Jim DeRogatis ha riferito a BuzzFeed News il 17 luglio 2017, che Kelly è stato accusato da tre gruppi di genitori di tenere le loro figlie in un "culto violento". Kelly e le presunte vittime hanno respinto tutte le accuse. Nel marzo 2018 BBC World Service ha trasmesso un documentario intitolato R Kelly: Sex, Girls and Videotape presentato dal giornalista Ben Zand che ha esplorato le accuse del 2017. Questo è stato seguito a maggio con il documentario della BBC Three R Kelly: The Sex Scandal Continues che includeva interviste con i genitori delle figlie. Kelly è stato nuovamente accusato di cattiva condotta il 17 aprile 2018, da una sua ex compagna che ha affermato che Kelly l'ha "intenzionalmente" infettata da una malattia a trasmissione sessuale. Un rappresentante di Kelly ha dichiarato di "negare categoricamente tutte le affermazioni e le accuse".

### Boicottaggio e risposta del settore
Nel maggio 2018, la sezione Women of Colour del movimento Time's Up ha richiesto un boicottaggio della musica e delle esibizioni di Kelly per le molte accuse contro di lui. Il boicottaggio è stato accompagnato da una campagna sui social media chiamata MuteR. Kelly. In risposta, il suo management ha affermato che Kelly sostiene il movimento in linea di principio, ma prenderlo di mira è stato "il tentativo di linciaggio di un uomo di colore che ha dato contributi straordinari alla nostra cultura".
Il servizio di streaming musicale Spotify ha annunciato il 10 maggio che avrebbe smesso di promuovere o raccomandare la musica di R. Kelly e XXXTentacion. Spotify ha dichiarato: "Non censuriamo i contenuti a causa del comportamento di un artista o di un creatore, ma vogliamo che le nostre decisioni editoriali, ciò che scegliamo di programmare, riflettano i nostri valori". Due giorni dopo, anche Apple Music e Pandora hanno annunciato che non presenteranno più o promuoveranno la musica di R. Kelly. Spotify ha ricevuto critiche da parte dei membri dell'industria musicale che hanno espresso preoccupazione per una "pendenza scivolosa" di artisti in muting, dal momento che R. Kelly non era mai stato effettivamente condannato per nessun crimine.

### Accuse di complicità dell'industria musicale
Il Washington Post ha pubblicato un lungo articolo nel maggio 2018 in cui si afferma che i dirigenti dell'industria musicale erano a conoscenza del comportamento sessualmente abusivo di Kelly nei confronti delle giovani donne per anni, ma hanno fatto poco o nulla su di loro a causa del suo successo come interprete e cantautore. Già nel 1994, secondo il giornale, il suo direttore del tour aveva esortato il fondatore della Jive Records, Clive Calder, dicendo che non avrebbe pubblicato i dischi del cantante se avesse continuato ad avere "incidenti" con le donne dopo ogni concerto che teneva. Calder ha detto al Post che si è pentito di non aver fatto di più in quel momento, dicendo "Chiaramente, ci siamo persi qualcosa".
L'ex presidente della Jive Barry Weiss ha dichiarato al giornale che durante 20 anni con l'etichetta non si è mai preoccupato della vita privata di Kelly e non era a conoscenza di due azioni legali intentate contro Kelly e l'etichetta da donne che denunciavano una cattiva condotta sessuale, cause in cui l'etichetta l'aveva discusso con successo non era responsabile. Larry Khan, un altro dirigente di Jive che ha lavorato a stretto contatto con il cantante anche dopo aver visto il video pornografico, ha anche insinuato che non era responsabilità dell'etichetta, e ha indicato Chuck Berry e Jerry Lee Lewis come musicisti le cui etichette hanno continuato a pubblicare e promuovere i loro dischi nonostante il pubblico fosse consapevole dei loro abusi.
I dirigenti della Epic Records hanno anche adottato un atteggiamento altrettanto rilassato nei confronti delle accuse di abusi sessuali di Kelly, sostiene il Post. Nel 2002, dopo aver firmato con l'etichetta, il dirigente David McPherson avrebbe evitato di vedere una copia di un nastro che mostrava presumibilmente che il cantante faceva sesso con una ragazza minorenne, anche se aveva avvertito l'assistente di Kelly che se si fosse rivelato essere Kelly su quel nastro, l'etichetta lo avrebbe licenziato.
Il Washington Post ha anche suggerito che le etichette fossero complici delle accuse di culto sessuale del pezzo di BuzzFeed dell'estate precedente. I dipendenti degli studi in cui Kelly registrava erano tenuti a firmare accordi di non divulgazione e non entrare in determinate stanze, che ritenevano fossero il luogo in cui Kelly faceva rimanere le donne mentre lavorava. Nonostante gli accordi, il giornale è stato in grado di pubblicare schermate di scambi di testo in cui le donne nelle stanze chiedevano agli assistenti di Kelly di farle uscire in modo che potessero andare in bagno o ottenere del cibo. Il giornale ha anche pubblicato le foto scattate dopo che Kelly aveva concluso una sessione di sei settimane in uno studio di Los Angeles, pagato dalla sua etichetta, la RCA Records, mostrando una tazza di urina su un pianoforte e macchie di urina sul pavimento di legno di un'altra stanza.

### Presunto abuso sessuale su minori
Il 22 febbraio 2019 l'Ufficio del procuratore dello Stato della Contea di Cook in Illinois ha accusato Kelly di 10 accuse di abusi sessuali aggravati. Le accuse sostengono che dal 1998 al 2010 Kelly abbia abusato sessualmente quattro donne, tre delle quali erano minorenni all'epoca, con prove che includevano un video fornito da Michael Avenatti che presumibilmente descrive un nuovo crimine. Il giudice stabilì un'obbligazione da $1 milione e ordinò a Kelly di non avere contatti con ragazze minori di 18 anni. Kelly si è dichiarato non colpevole di tutte le accuse, che ha definito bugie. È stato rilasciato su cauzione dopo due notti in prigione.
Il 6 marzo 2019 il programma televisivo CBS This Morning ha trasmesso un'intervista a Kelly di Gayle King, in cui Kelly ha insistito sulla sua innocenza e incolpato i social media per le accuse. Attrarre l'attenzione dei media è stato uno sfogo emotivo di Kelly durante l'intervista in cui si è alzato, ha martellato il petto e ha urlato. Durante la stessa messa in onda, due donne che risiedono con Kelly, i cui genitori dicono che sono state tenute prigioniere e che hanno subito il lavaggio del cervello, dichiararono amore per Kelly e lo difesero.
Il 12 luglio 2019 i pubblici ministeri di New York e Chicago hanno accusato Kelly di 18 crimini, tra cui lo sfruttamento sessuale dei minori, produzione di pedopornografia, sequestro di persona, lavoro forzato, estorsione e ostruzione della giustizia. Gli fu negata la cauzione.
Il 5 agosto 2019 un procuratore del Minnesota ha accusato Kelly di aver indotto una minorenne a prostituirsi a seguito dell'accusa del 2001 di aver invitato una ragazza nella sua camera d'albergo e di averla pagata $200 per togliersi i vestiti e ballare con lui.

### Surviving R. Kelly
Nel gennaio 2019 Lifetime ha iniziato a trasmettere una serie di documentari in sei parti che descrivono in dettaglio gli abusi sessuali e le accuse di cattiva condotta contro Kelly. Secondo un rapporto di TMZ, Kelly prevede di intraprendere un'azione legale contro i creatori della serie e Lifetime. Entro due settimane, Kelly ha lanciato una pagina Facebook in cui ha cercato di screditare gli accusatori che sono comparsi nella docuserie. Facebook ha rimosso la pagina per violazione dei loro standard. La pagina sembrava contenere informazioni di contatto personali per i suoi accusatori.

## Altre questioni legali
Dopo una rissa nel luglio 1996 a Lafayette, in Louisiana, che coinvolse Kelly e il suo entourage, Kelly fu posto in libertà vigilata per un anno a partire dal 13 agosto 1997, dopo essere stato dichiarato colpevole di aggressione. Una delle vittime ha avuto bisogno di 110 punti facciali. Nello stesso anno, una ventenne accusò Kelly in tribunale di aver avuto rapporti sessuali con lei quando lui aveva 24 anni e lei ne aveva 15. Kelly risolse la causa nel 1998 con un pagamento di $250.000, secondo il Chicago Sun-Times.
L'8 aprile 1998, Kelly fu arrestato con tre accuse di condotta disordinata, inclusa un'accusa di violazione delle ordinanze sul rumore per aver ascoltato la musica ad alto volume nella sua auto. I procuratori dell'ufficio del procuratore distrettuale hanno ritirato le prime due accuse il 7 maggio e l'accusa di rumore il 22 luglio di quell'anno.
Il 6 marzo 2019, Kelly è stato riportato nella prigione della Contea di Cook dopo aver omesso di pagare $161.633 per il mantenimento dei figli. Il 9 marzo 2019, è stato rilasciato dopo che qualcuno, che non voleva essere identificato, ha pagato il mantenimento dei figli. Il suo avvocato afferma di non poter discutere del pagamento a causa di un ordine restrittivo.

## Eredità e influenza
Kelly è considerato uno degli artisti R&B di maggior successo dalla metà degli anni '80. È anche uno degli artisti musicali più venduti negli Stati Uniti d'America con oltre 30 milioni di album venduti e solo il quinto artista di colore a entrare nella top 50 della stessa lista. La rivista Rolling Stone lo ha definito «probabilmente la figura di R&B più importante degli anni '90 e 2000». Il dirigente musicale Barry Weiss descrisse Kelly come «il Prince dei nostri giorni, anche se c'è un po' di Marvin Gaye in lui e un po' di Irving Berlin».
Oltre al successo da solo e in collaborazione, Kelly ha anche scritto e prodotto diverse canzoni di successo, come Fortunate per Maxwell, You Are Not Alone per Michael Jackson, GHETTOUT per Changing Faces, Bump, Bump, Bump per B2K e molti altri. R. Kelly è stato paragonato ad artisti come Sam Cooke e Marvin Gaye.
La musica di Kelly è stata utilizzata in numerose colonne sonore di film tra cui American Pie: Ancora insieme, Una notte da leoni 3, L'era glaciale 2 - Il disgelo e Dick & Jane - Operazione furto. È anche apparsa in molti videogiochi, incluso Grand Theft Auto IV.

## Vita privata

### Matrimonio
Nel 1996 Kelly sposò Andrea Lee, la sua ex ballerina di riserva e madre dei suoi tre figli. Nel 1997 ha costruito una casa a Olympia Fields e si è trasferito. Andrea ha presentato un ordine restrittivo nei confronti di Kelly nel settembre 2005 dopo un'aggressione ed ha presentato domanda di divorzio nel 2006. Nel gennaio 2009 è stato riferito che il divorzio di Kelly era finalizzato. La sua casa ad Olympia Fields è diventata oggetto di una causa di pignoramento nel 2011, ed è stata acquistata da Rudolph Isley.

## Riconoscimenti
Kelly è stato premiato e candidato a numerosi premi durante la sua carriera, come cantautore, produttore e cantante. I suoi premi includono un Guinness World Records , 3 Grammy Awards, 2 American Music Award, 1 BET Awards, 6 NAACP Image Awards, 11 Soul Train Music Awards e numerosi Billboard Music Awards.

## Discografia

### Album in studio
- 1992 – Born into the 90's (con i Public Announcement)
- 1993 – 12 Play
- 1995 – R. Kelly
- 1998 – R.
- 2000 – TP-2.com
- 2002 – The Best of Both Worlds (con Jay-Z)
- 2003 – Chocolate Factory
- 2004 – Happy People/U Saved Me
- 2004 – Unfinished Business (con Jay-Z)
- 2005 – TP.3 Reloaded
- 2007 – Double Up
- 2009 – Untitled
- 2010 – Love Letter
- 2012 – Write Me Back
- 2013 – Black Panties
- 2015 – The Buffet
- 2016 – 12 Nights Of Christmas

### Raccolte
- 2003 – The R. in R&B Collection, Vol. 1
- 2005 – Remix City, Volume 1
- 2005 – My Diary
- 2005 – Trapped in the Closet: Chapters 1-12
- 2010 – Playlist: The Very Best of R. Kelly
- 2010 – Epic
- 2010 – I Believe I Can Fly: The Best of R.Kelly
- 2011 – The World's Greatest

### Mixtape
- 2009 – The "Demo" Tape

### Altre canzoni
- 1996 – Street Dreams (remix) (Nas feat. R. Kelly)
- 1997 – It's On (Mary J. Blige feat. R. Kelly)
- 1997 – All of My Days (Changing Faces feat. Jay-Z & R. Kelly)
- 1998 – Be Careful (Sparkle feat. R. Kelly)
- 1998 – Lean On Me (Kirk Franklin feat. Mary J. Blige, Bono, R. Kelly, Crystal Lewis & The Family)
- 1998 – Satisfy You (P. Daddy & R. Kelly)
- 2001 – Contagious (The Isley Brothers feat. R. Kelly & Chante Moore)
- 2001 – Guilty Until Proven Innocent (Jay-Z feat. R. Kelly)
- 2001 – We Thuggin'' (Fat Joe feat. R. Kelly)
- 2002 – Laundromat (Nivea feat. R. Kelly)
- 2003 – Gigolo (Nick Cannon feat. R. Kelly)
- 2004 – In The Club (Lil Jon and The East Side Boyz feat. R. Kelly & Ludacris)
- 2004 – Calling All Girls (ATL feat. R. Kelly)
- 2004 – Hotel (Cassidy feat. R. Kelly)
- 2004 – Gangsta Girl (Big Tymers feat. R. Kelly)
- 2004 – So Sexy (Twista feat. R. Kelly)
- 2004 – So Sexy: Chapter II (Like This) (Twista feat. R. Kelly)
- 2004 – Wonderful (Ja Rule feat. R. Kelly & Ashanti)
- 2005 – Magic Chick (Do Or Die feat. R. Kelly)
- 2006 – That's That Shit (Snoop Dogg feat. R. Kelly)
- 2007 – This Is Why I'm Cold (Twista feat. R. Kelly & Speedknot Mobstaz)
- 2007 – Go Getta (Young Jeezy feat. R. Kelly)
- 2007 – Speedin' (Rick Ross feat. R. Kelly)
- 2007 – All The Above (Beanie Sigel feat. R. Kelly)
- 2008 – Out Of This Club (The Pussycat Dolls feat. R. Kelly & Polow da Don)
- 2009 – Yellow Light (Twista feat. R. Kelly)
- 2010 – Ms. Chocolate (Lil Jon feat. R. Kelly & Mario)
- 2011 – Platinum (Snoop Dogg feat. R. Kelly)
- 2012 – I Look To You (Whitney Houston feat. R. Kelly)
- 2012 – That's What We Do (Ashanti feat. R. Kelly)
- 2012 – To The World (Kanye West feat. R. Kelly)
- 2013 – Throwin' My Money (Twista feat. R. Kelly)
- 2013 – We Been On (Rich Gang feat. R. Kelly, Birdman & Lil Wayne)
- 2013 – Do What U Want (Lady Gaga feat. R. Kelly)
- 2013 – PYD (Justin Bieber feat. R. Kelly)
- 2015 – Marching Band (Juicy J feat. R. Kelly)
- 2021 - NO PROBLEMS (Vous feat. R. Kelly)